# Boian, Cluj
Boian (în trecut Beiul de Câmpie; în maghiară Bedets) este un sat în comuna Ceanu Mare din județul Cluj, Transilvania, România.

## Istoric
Așezarea romană (plasată extravilan între Boian și Ceanu Mare) este înscrisă pe Lista monumentelor istorice din județul Cluj, elaborată de Ministerul Culturii din România în anul 2015.
În Evul Mediu sat românesc, aparținând domeniului latifundiar din Ghiriș-Sâncrai (azi Câmpia Turzii).
Pe Harta Iosefină a Transilvaniei din 1769-1773 (Sectio 110) apare sub numele de Bedets. La vest de sat pe hartă este marcat prin semnul π locul public de pedepsire a delicvenților în perioada medievală.

## Lăcașuri de cult
Vechea biserică din lemn din Câmpia Turzii (Ghiriș-Sâncrai) a fost demontată în 1932, iar materialele de constructie au fost donate parohiei greco-catolice din Boian, județul Cluj, care le-a folosit la ridicarea unei Biserici Greco-Catolice.
Biserica nouă a parohiei Boian a fost sfințită în prima duminică după Rusalii în 2017, numită și duminica Tuturor Sfinților, de Mitropolitul Andrei al Clujului. Construcția locașului de cult a început în anul 2010 și s-a desfășurat cu sprijinul credincioșilor și al autorităților locale.

## Galerie de imagini

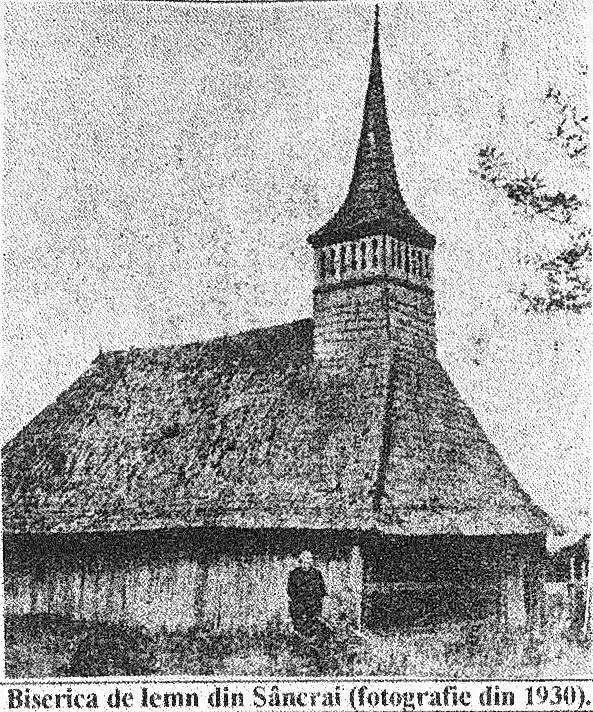
Vechea Biserică Greco-Catolică de lemn din Câmpia Turzii (Ghiriș-Sâncrai), mutată la Boian in 1932
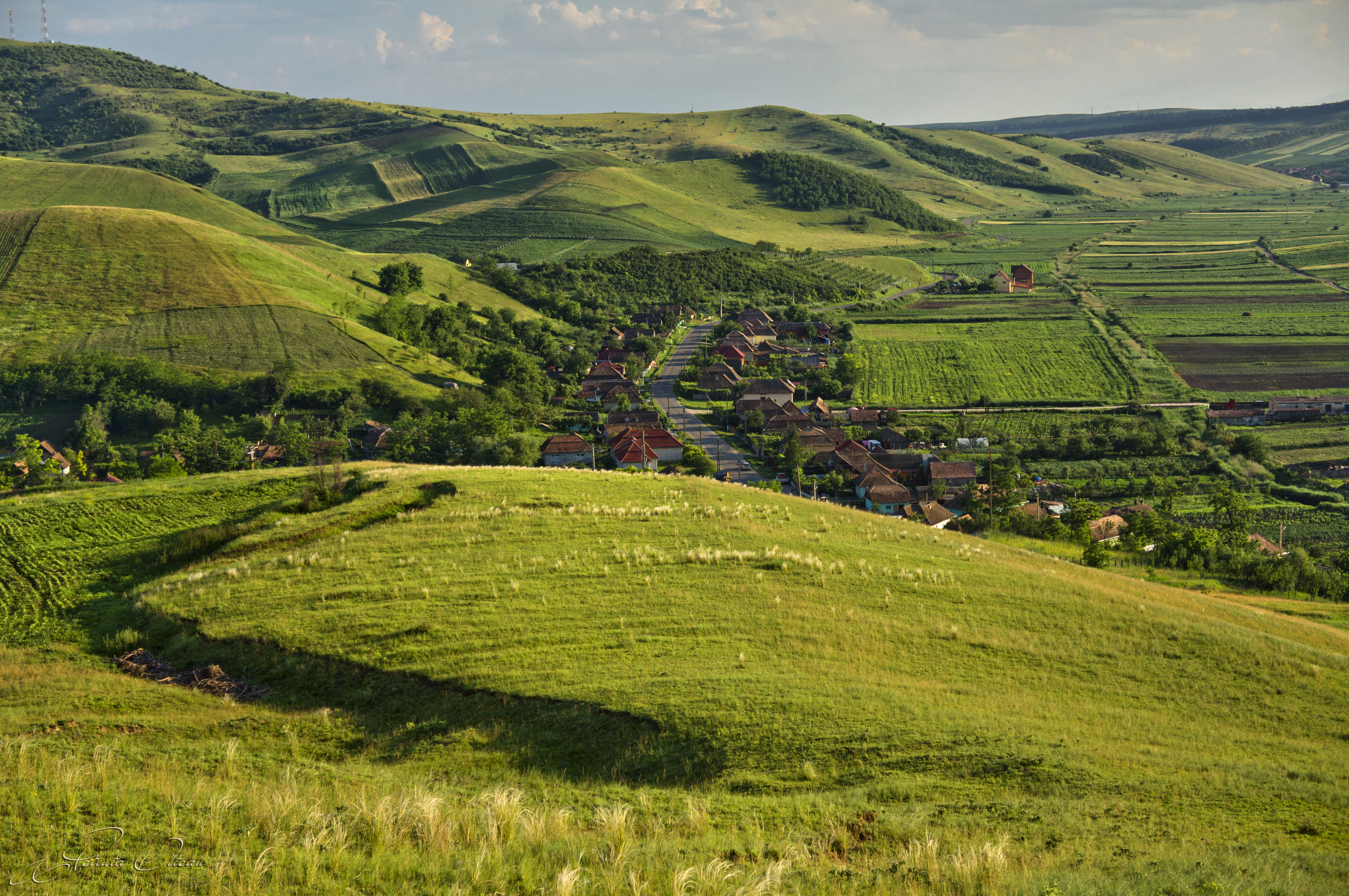
Boian, ieșirea spre Câmpia Turzii
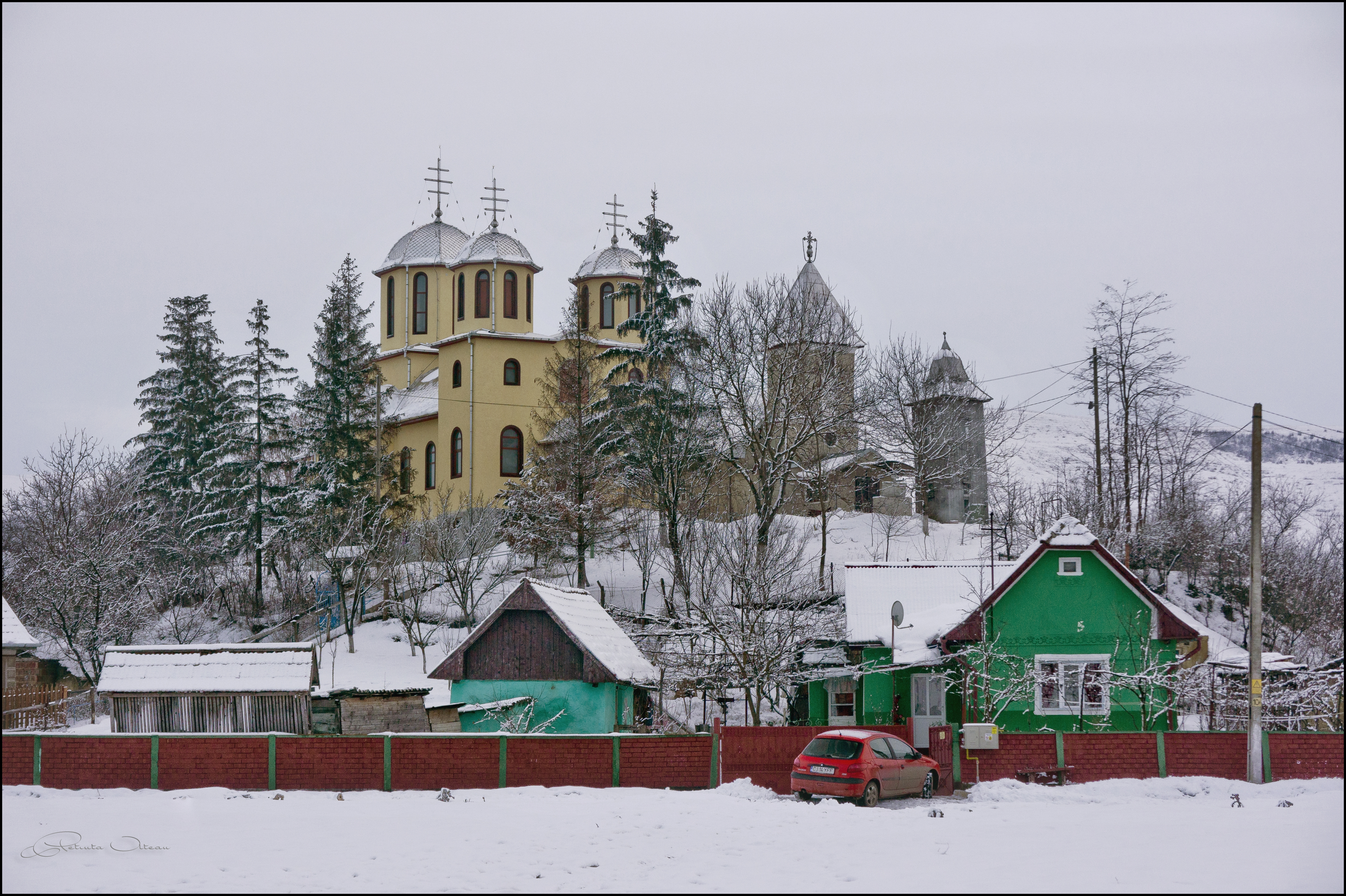
Biserica nouă și cea veche
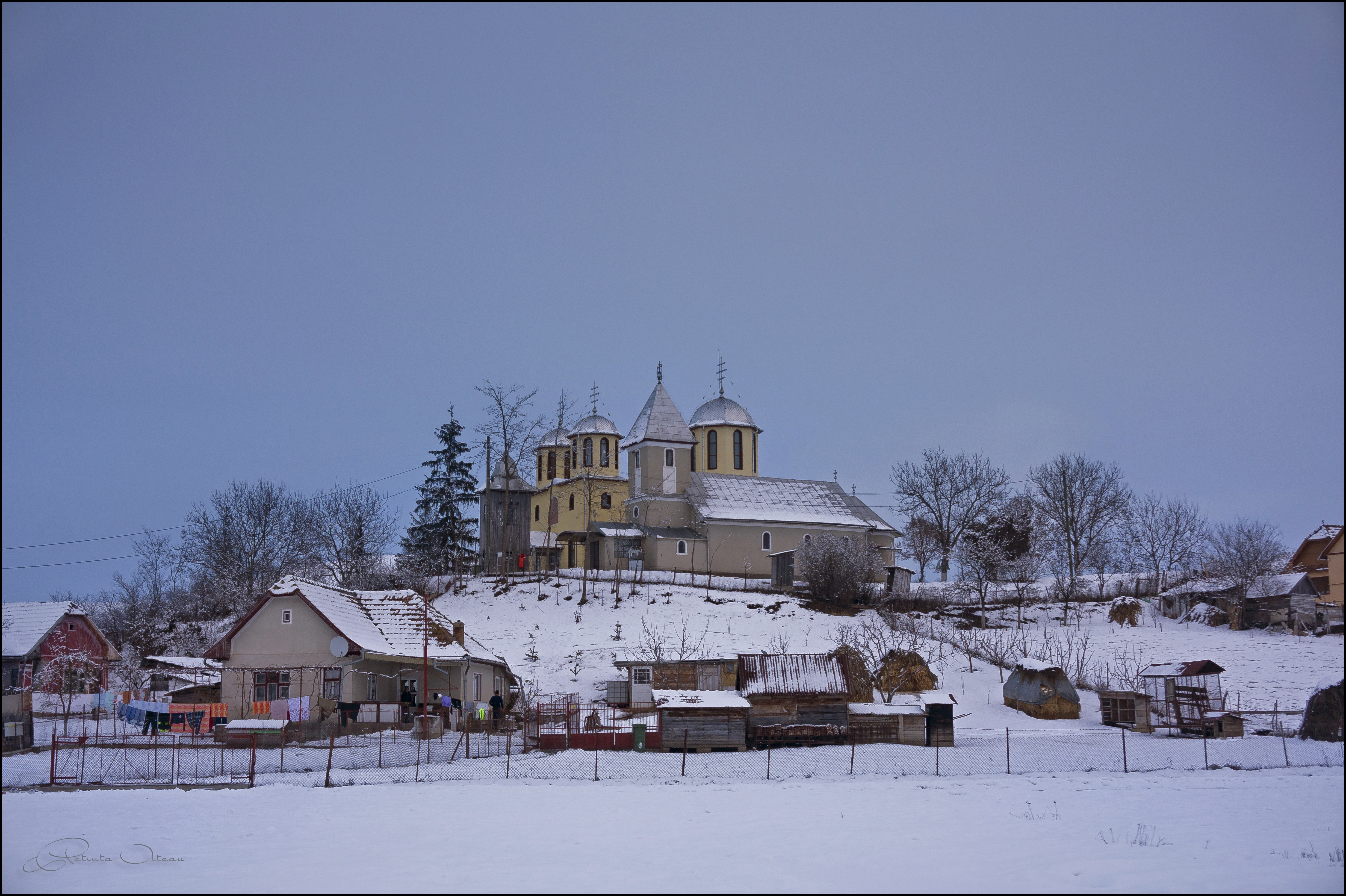
Biserica nouă și cea veche
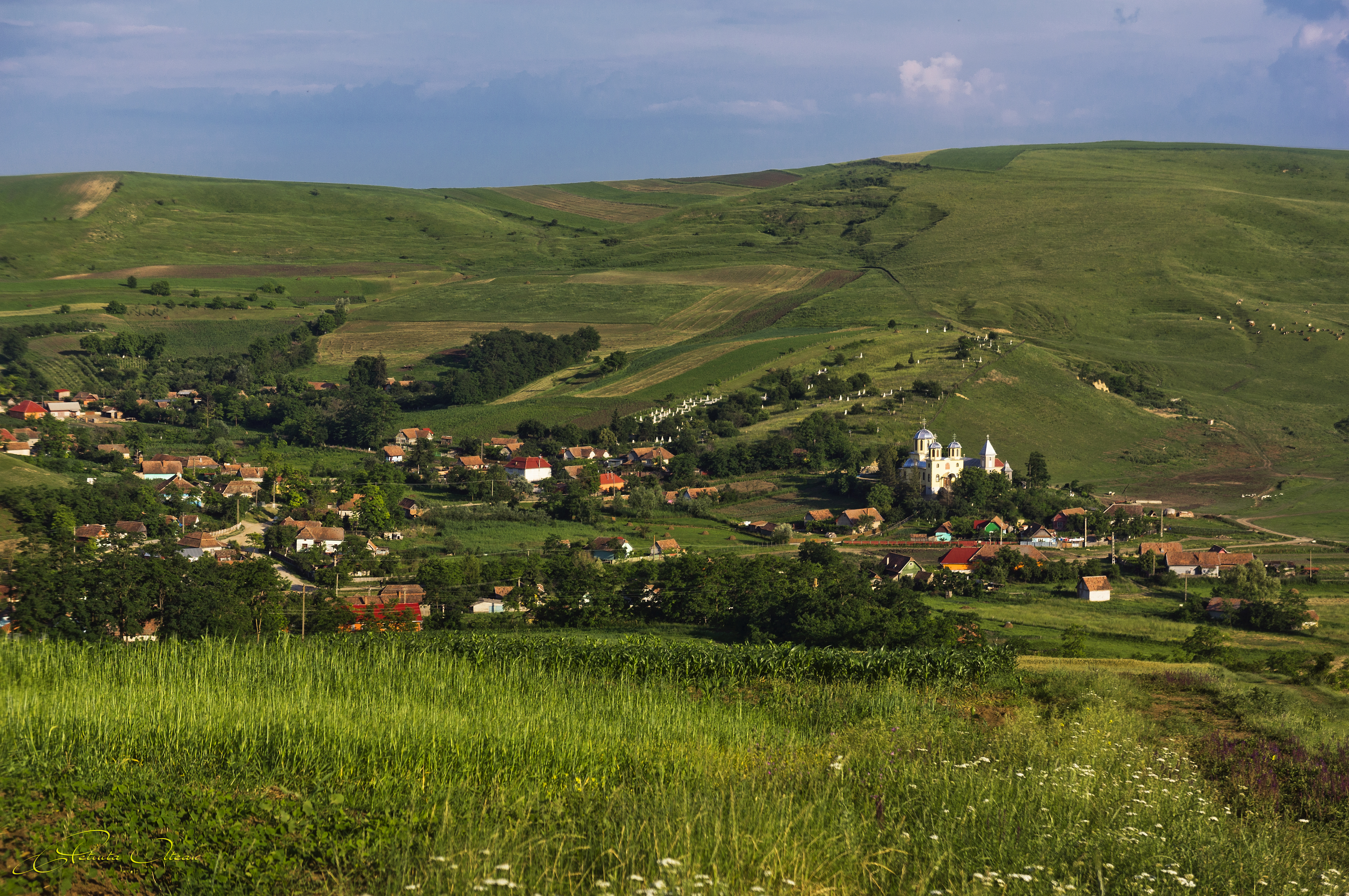
Boian, din sus de sat
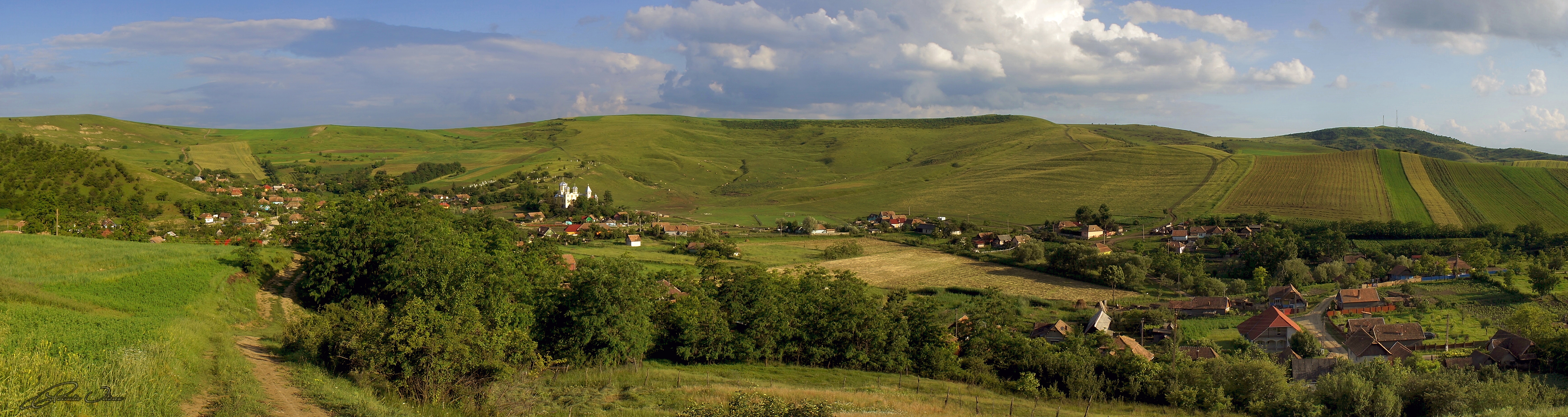
Boian, din sus de sat